# نادين إغناطيوس
نادين إغناطيوس (19 سبتمبر-) إعلامية وسيدة أعمال لبنانية.

## حياتها ومشوارها المهني
بدأت بدراسة تخصص العلوم السياسية في الجامعة اللبنانية لأنها كانت تحلم بالعمل في السلك الدبلوماسي أو أن تصبح مذيعة لكنها لم تكمل دراستها وبدأت العمل كفتاة إعلانات ثم عرض عليَّها تصوير عدد من الأغاني المصورة فشاركت في كليب (طيب جداً) مع الفنان مايز البياع وكليب (شايف حالي) مع الفنان طوني كيوان، وفي هذه الفترة كانت انطلاقة تلفزيون المستقبل عام 1992 الذي كان يبحث عن عينين متناسبتين لتصوير كليب لعيونك فوقع عليَّها الاختيار.
تلقت بعدها عرضاً من تلفزيون أبو ظبي لتقديم برنامج يختص بالسينما وكان التسجيل يتم في استوديو تلفزيون إم تي في اللبنانية وبعدها عملت كمذيعة ربط فقرات وقدمت برنامجاً على الهواء بعنوان (بعد طلوب) وآخر بعنوان (طلوب واتمنى) واستمر العمل في المحطة حتى اقفلت أبوابها بقرار من الحكومة اللبنانية.
بداية عام 2003 انتقلت إلى قناة ART الموسيقى لنقل وقائع الخيم الرمضانية وكنت تحضر لتقديم برنامج فني ضخم توقف بسبب النقلة النوعية وتحولها إلى روتانا موسيقى عام 2003  حيث شاركت في تقديم برنامج (شبيك لبيك) وبرنامج (أول مرة).
في يوليو 2007 استبدلتها إدارة روتانا بالكويتية نورة عبد الله ومن دون علمها المسبق لتقديم برنامج«أول مرة» والذي تعرض فيه الأعمال المصورة الجديدة التي تنتجها الشركة وكواليس تصويرها. دون أن تبلغ نادين بالأمر حيث فوجئت بالإعلان الجديد للبرنامج الذي ظهر بحلة جديدة ومذيعة جديدة. مع بقائها لتقديم برنامج الإهداءات «على ذوقك» موضحتا أنها بقيت من أجل راتبها وخروجها من «روتانا» بعد التغيرات التي شهدتها المحطة وتقديمها استقالتها عام 2008 تاركتا عالم التقديم نهائياً.
قرّرت التوجّه إلى مجال التجارة، بعدما افتتحت محلاً لبيع الأحذية والحقائب النسائية في وسط بيروت 
عام 2009 حصلت مفاوضات بينها وبين قناة الجرس لتقديم برنامج فني لكنه لم يبصر النور  أشيع في الصحافة عن علاقة حب تجمعها بالفنان وائل كفوري وأوضحت بأنها تحبه كفنان وصديق وتجمعها أي علاقة
في عام 2015 تم اختيارها ضمن قائمة أجمل الوجوه التلفزيونية بالرغم من غيابها فترة طويلة عن الشاشة حيث جاءت في المرتبة العاشرة.

## البرامج التي قدمتها
| البرنامج        | عرض على            | العام     |
| --------------- | ------------------ | --------- |
| سينما           | تلفزيون أبو ظبي    | 1997      |
| طلوب تمنى       | إم تي في اللبنانية | 1997-2001 |
| وبعد طلوب       | إم تي في اللبنانية | 1997-2001 |
| ليالي عيد الفطر | art الموسيقى       | 2003      |
| ليالي رمضان     | art الموسيقى       | 2003      |
| أول مرة         | روتانا موسيقى      | 2004-2007 |
| شبيك لبيك       | روتانا موسيقى      | 2004-2006 |
| على ذوقك        | روتانا موسيقى      | 2007-2008 |